# Konzert- und Kongresszentrum Harmonie (Heilbronn)

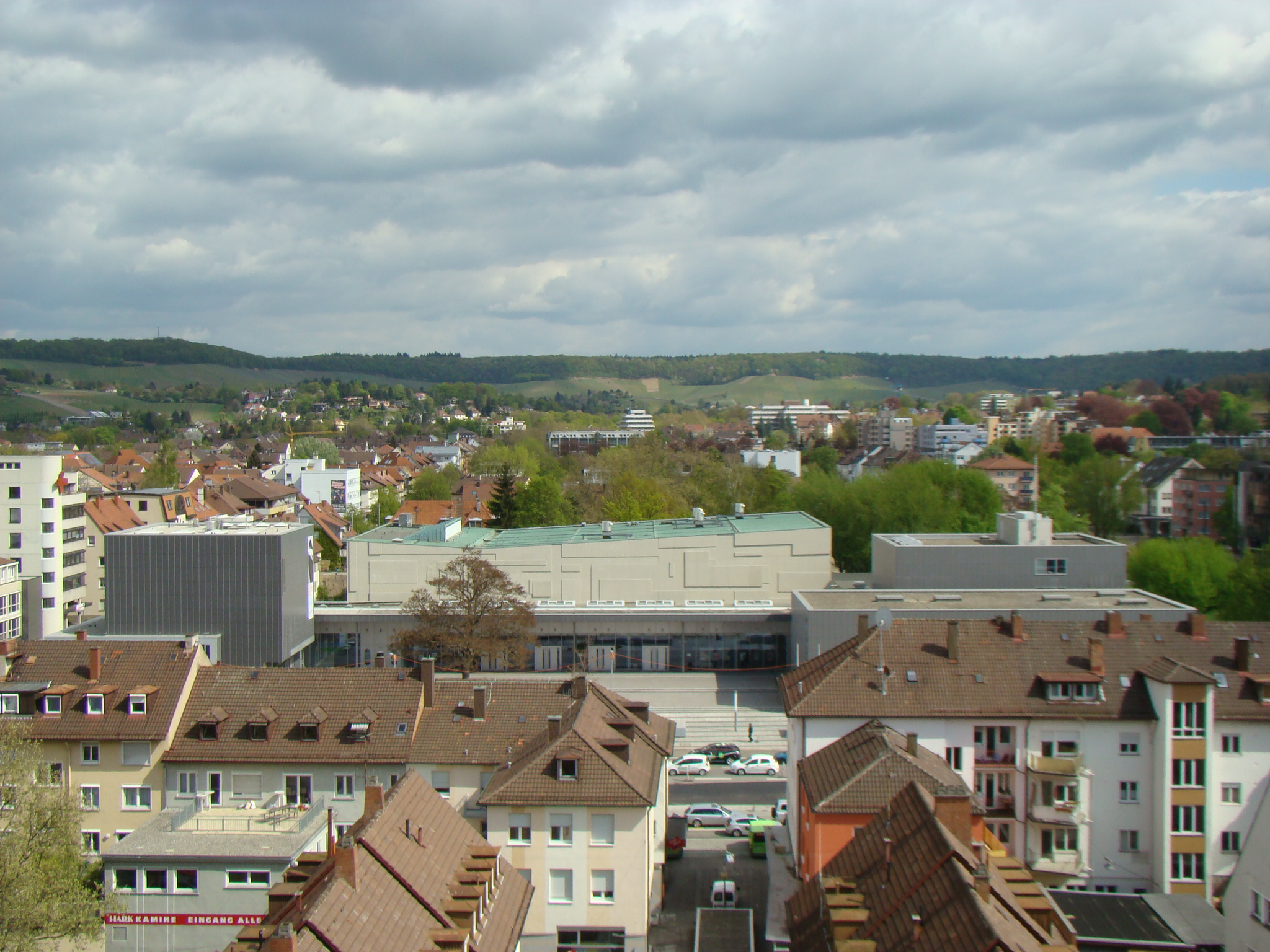
Die Harmonie in Heilbronn

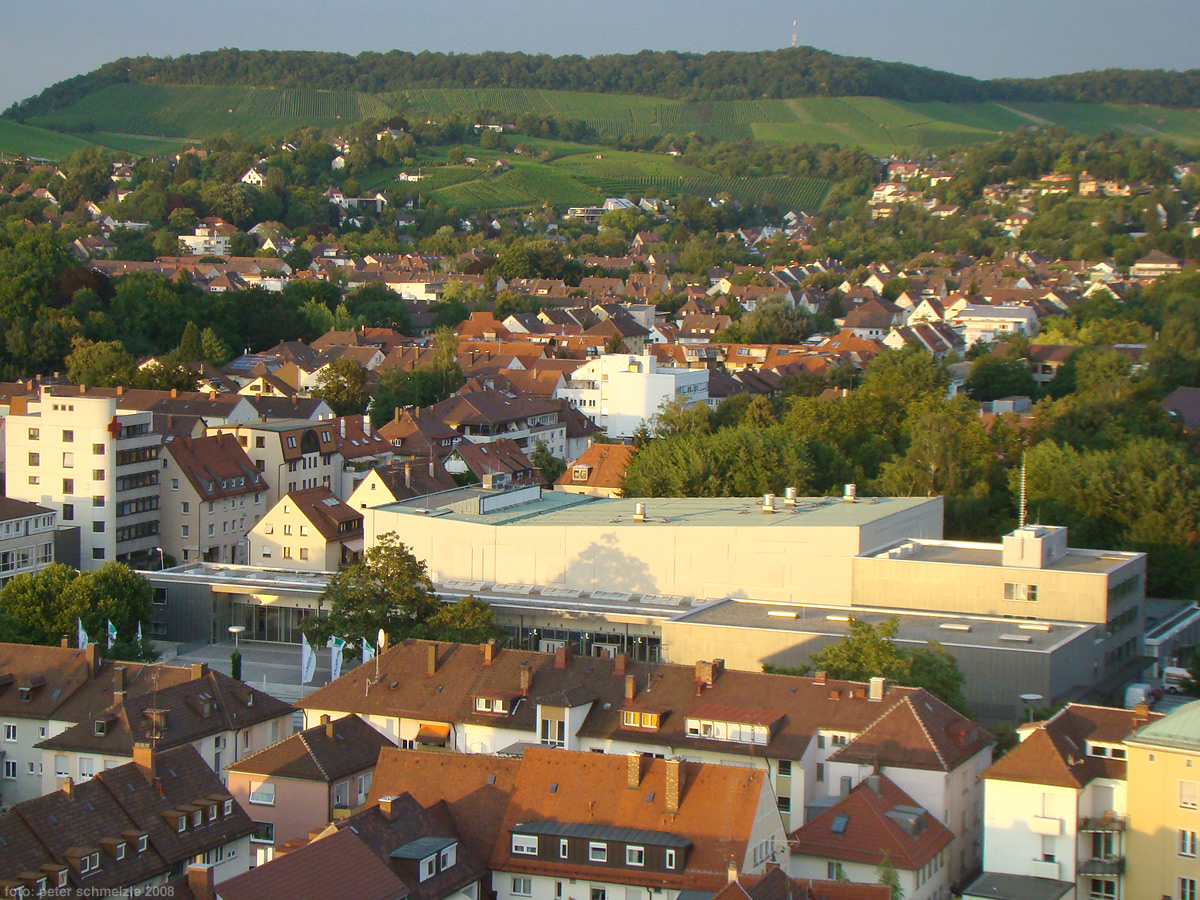
Die Harmonie im Jahr 2008, noch ohne die Kunsthalle Vogelmann

Die Harmonie in Heilbronn ist sowohl Festhalle als auch Konzert- und Kongresszentrum und befindet sich an der Ecke Allee/Moltkestraße. Der Theodor-Heuss-Saal verfügt über 2000 Sitzplätze, der Wilhelm-Maybach-Saal ist unterteilbar und verfügt über 700 Sitzplätze. Außerdem gibt es in der Harmonie weitere Tagungs- und Veranstaltungsräume. Auch das Württembergische Kammerorchester Heilbronn hat dort seine Probe- und Verwaltungsräume. Das Konzert- und Kongresszentrum Harmonie wird jährlich von 170.000 Gästen besucht und zählt damit zu den bedeutendsten Veranstaltungsstätten in der Region Heilbronn-Franken. Die Baulichkeiten wurde 2010 um die Kunsthalle Vogelmann und 2022 um das Parkhotel erweitert.

## Geschichte

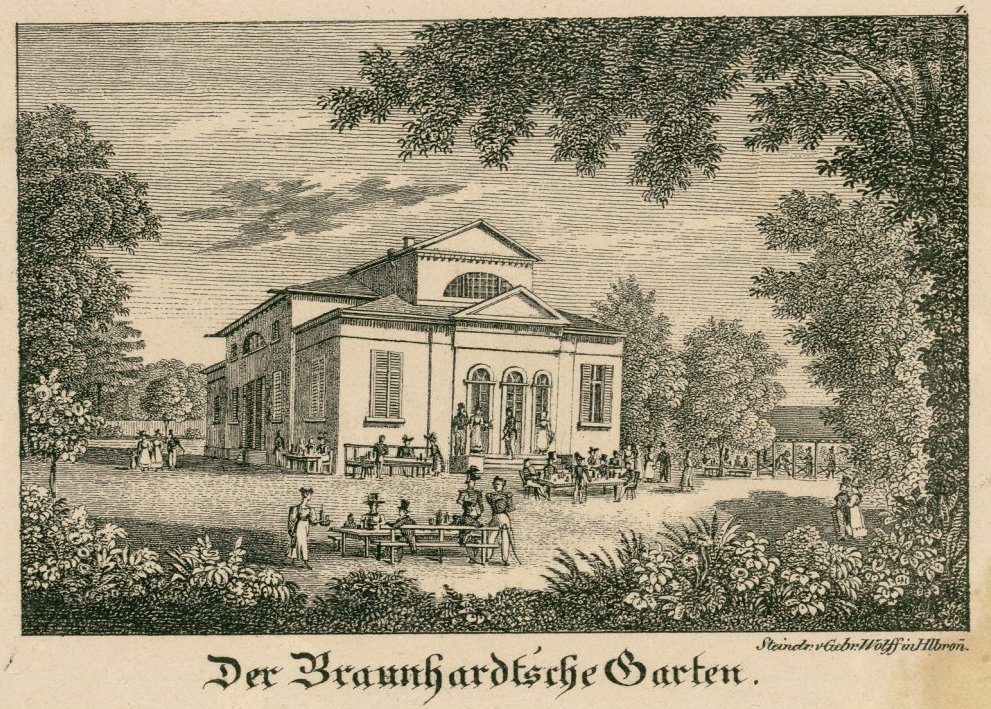
Der Gartensaal im Braunhardtschen Garten

Im frühen 19. Jahrhundert lag die Heilbronner Allee noch außerhalb der Stadtmauern. Auf der Ostseite der Straße, wo sich heute auch die Harmonie und der anschließende Stadtgarten befinden, waren zunächst nur Gärten. Der Garten des Kaufmanns Christian Merz kam 1817 in den Besitz des Gastwirts Christoph Braunhardt, der dort einen Biergarten mit Wirtschaftsgebäude und Saalbau eröffnete. Das Anwesen war daher zunächst als Braunhardtscher Garten bekannt. Braunhardts wirtschaftlichem Erfolg standen u. a. die frühen Sperrstunden der Stadttore und ein Sonntagstanzverbot entgegen, so dass er das Anwesen alsbald wieder verkaufte. Der neue Besitzer war der Aktiengartenverein, der durch die Gründung als Aktiengesellschaft die nötige Kaufsumme von 20.000 Gulden aufbringen und das Anwesen weiter bewirtschaften konnte. Die 1814 in Heilbronn gegründete Harmoniegesellschaft, der auch viele Mitglieder des Aktiengartenvereins angehörten, nutzte das Parterre des Gebäudes als Unterhaltungs- und Lesezimmer. Der Gartensaal wurde 1844 durch einen vom Aktiengartenverein veranlassten Bühnenanbau als Aktientheater zu einem ständigen Theaterlokal, das später auch von der Stadt unterstützt wurde. 1870 ging der Aktiengartenverein in der Harmoniegesellschaft auf.

### Alte Harmonie (1876–1944)

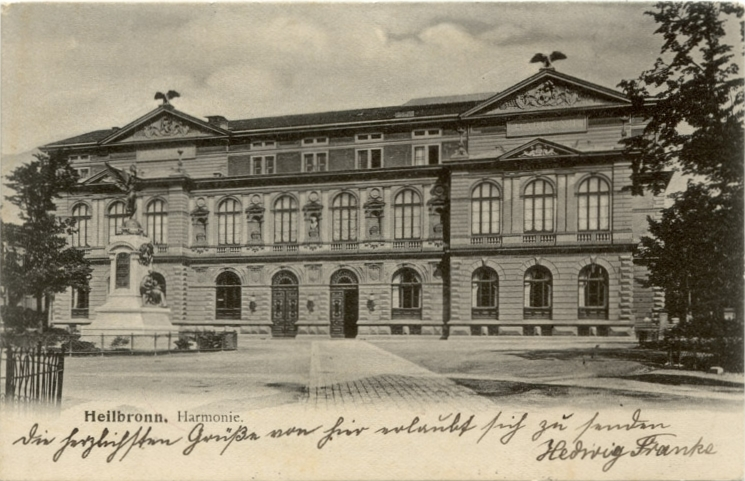
Das Harmoniegebäude von 1876 auf einer Postkarte von 1905

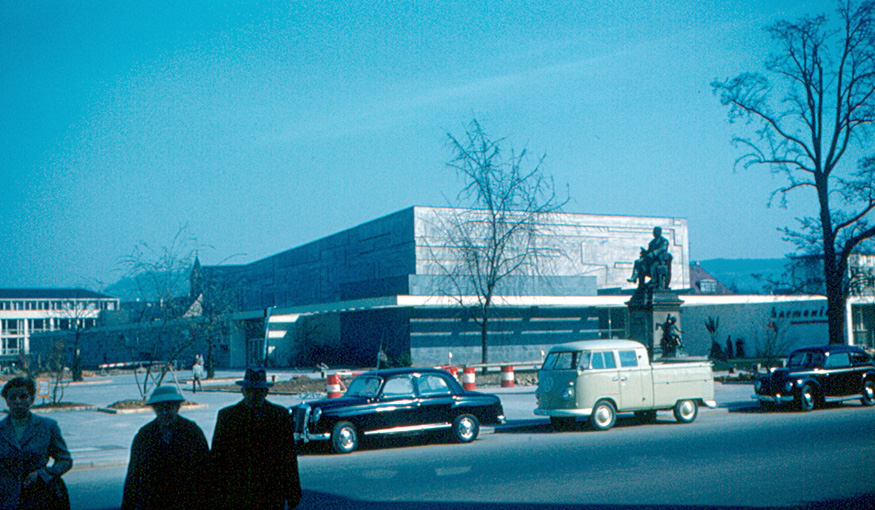
Die Harmonie 1960

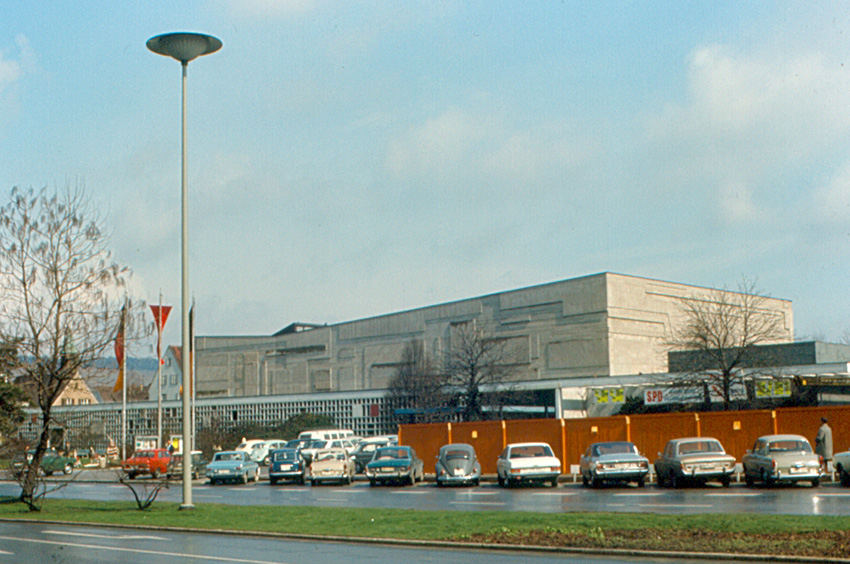
Die Harmonie 1970

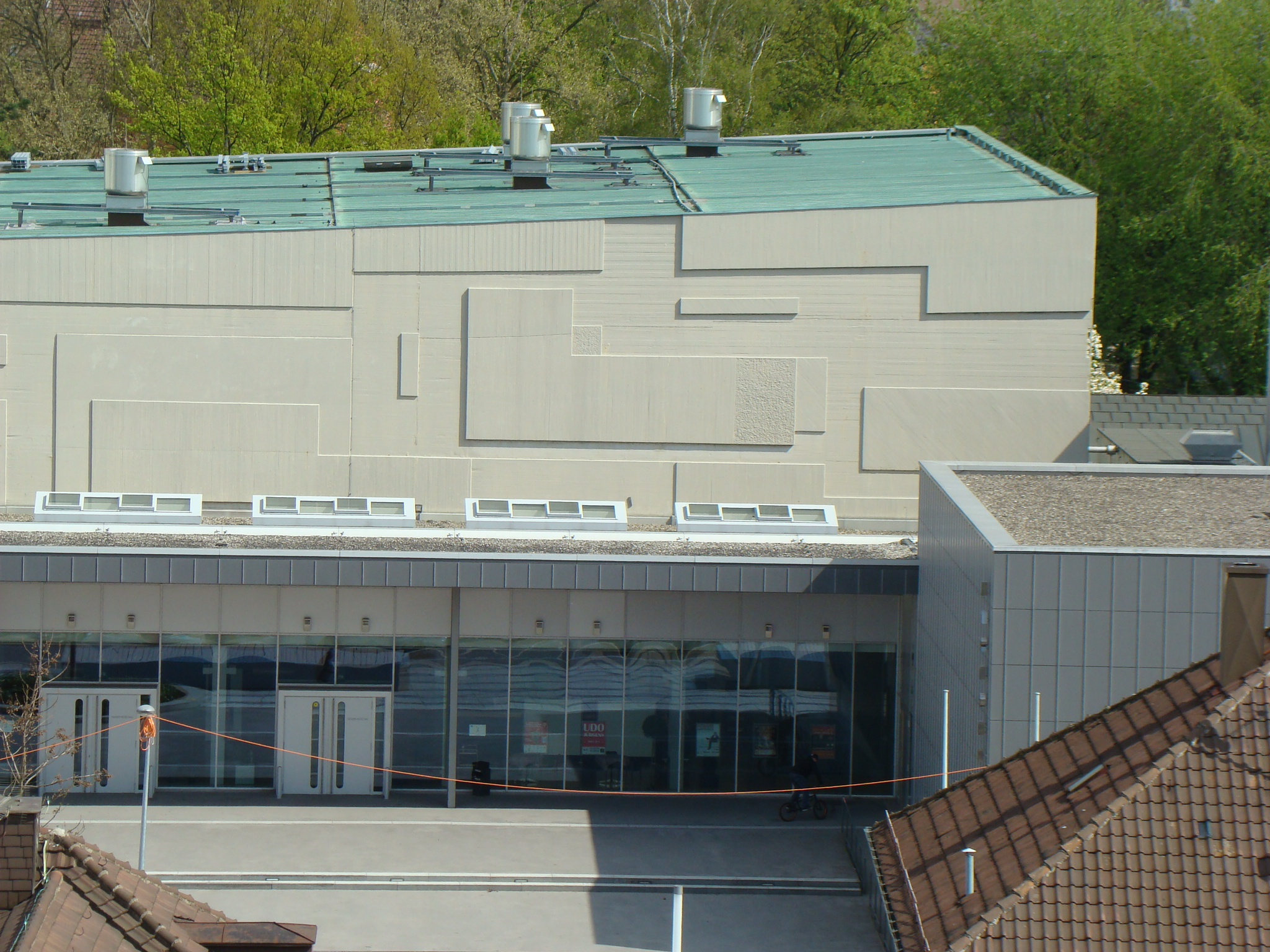
Einige Fassadenteile lassen noch die ursprüngliche Fassadengestaltung von Alfred Bühler erkennen

1876 wurde ein neues Hauptgebäude, das Harmoniegebäude, nach Plänen von Robert von Reinhardt an der Allee erbaut, 1892 ein Musikpavillon errichtet. 1905 wurde das Aktientheater im Saalbau nach einem im Wesentlichen von der Stadt bezuschussten Umbau zum Stadttheater erhoben; es diente diesem Zweck, bis 1913 das weiter nördlich erbaute Stadttheater eingeweiht wurde. Noch vor dem Ersten Weltkrieg wurde der Saalbau des Aktientheaters abermals umgebaut.
1934 kam das Harmoniegebäude in den Besitz der Stadt Heilbronn, die den Harmoniegarten anlässlich der Ausstellung Schwäbisches Schaffen 1935 zum Stadtgarten umgestaltete und verschiedene Modernisierungsmaßnahmen am Gebäude durchführte.
Im Zweiten Weltkrieg wurden die Gebäude im Stadtgarten während der Luftangriffe auf Heilbronn zerstört. Zwischen den Gebäuderuinen fanden 1949 eine Gewerbe- und eine Weihnachtsschau statt. 1951 wurden die Ruinen beseitigt.

### Harmonie (1958–2001)

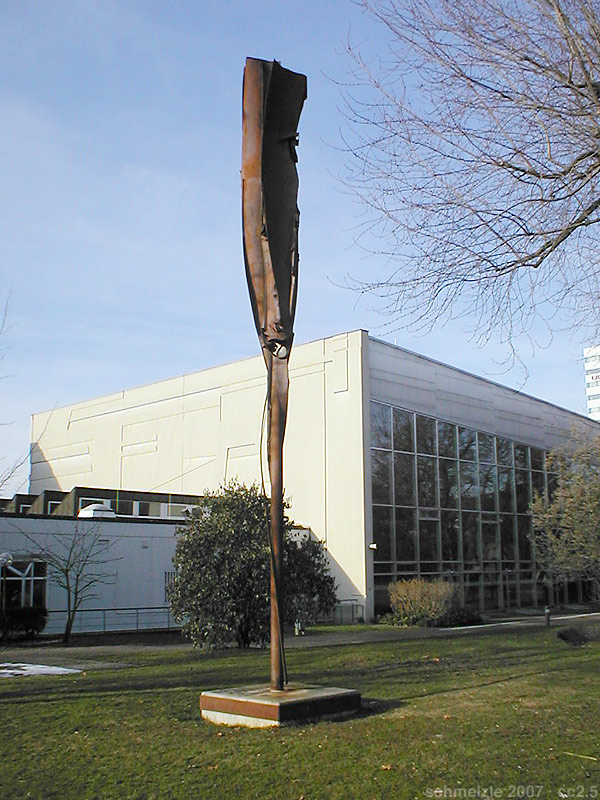
Die Friedensstele im angrenzenden Stadtgarten

1958 wurde schließlich eine neue Harmonie mit großem und kleinem Saal, kleineren Versammlungsräumen sowie einem Wirtschaftstrakt erbaut. Das neue Gebäude war wesentlich größer als das alte, da man auch das Grundstück an der Allee 32 überbaute, wo sich zuvor die Goldwarenfabrik von Oskar Herrmann befunden hatte, die an einen anderen Standort in der Innenstadt wechselte. Das Veranstaltungsgebäude wurde am 29. November 1958 mit einem Festakt eingeweiht. Der Stadtgarten wurde am 12. September 1959 eingeweiht.
Der Musikdirektor Ernst Müller, Gauchormeister Robert Edler, die Humoristen Willy Reichert und Oscar Heiler (Häberle und Pfleiderer), die Sängerin Margot Hielscher und der Schriftsteller Otto Rombach gestalteten die Festlichkeiten.
Der Architekt Kurt Marohn und die Künstler Alfred Bühler, Peter Jakob Schober und Hannelore Bendixen-Busse hatten an der Gestaltung der Heilbronner Festhalle mitgewirkt.
Alfred Bühler gestaltete für ein Künstlerhonorar in Höhe von 4000 DM die Harmoniefassade mit einem Fassadenrelief in Betonguss.

„[…] Alte Fotos dokumentieren, daß das Relief nicht appliziert, sondern gleich bei der Herstellung des Baus, d.h. bei der Verschalung entstanden ist“

Der große Festsaal mit einer gefalteten Decke mit Beleuchtung wurde Theodor Heuss gewidmet und bildete das vorherrschende Bauteil. Peter Jakob Schober fertigte für den großen Saal ein vergoldetes Relief aus Stuck an, das den Heilbronner Stadtadler zeigt. Ein dem Festsaal vorgelagerter einstöckiger Bauteil enthielt einen kleinen Saal, eine Kunstausstellungshalle, eine Gaststätte und ein Foyer, wobei das letztere über die Kassenhalle zu erreichen war. Die Hauptwand des Foyers erhielt von Hannelore Bendixen-Busse eine farbliche Gestaltung und das Foyer wurde mit einer farbig verglasten Rasterwand versehen. Dort befanden sich eingestellte Sitzgruppen.
Die abstrakte Wandgestaltung in Glättespachtel im kleinen Saal war eines der wenigen ungegenständlichen Werke von Peter Jakob Schober. Der kleine Saal hatte eine durchgehende Verglasung hin zum Stadtgarten.
Im umgebenden Stadtgarten wurden die beiden 1959 geschaffenen Bronzefiguren Kraniche von Hermann Koziol aufgestellt. 1970 wurde unter dem Stadtgarten eine Tiefgarage errichtet.
1964 wurde für Platzkonzerte ein neuer Musikpavillon im Stadtgarten errichtet, nachdem auch beim Vorkriegsbau bereits ein solcher Pavillon bestanden hatte. Der Pavillon wurde nach Entwurfsplänen des Hochbauamtes erbaut, der am 30. Juli 1963 genehmigte Kostenvoranschlag belief sich auf 118.300 DM. Der Pavillon wurde nach 2000 kaum noch genutzt und 2009 abgerissen.
Ab 1968 dienten die Proberäume des Gesangvereins Liederkranz in der Harmonie als Spielstätte der privaten Theaterinitiative theater 68. Nach deren Ende bezog 1969 das dem Theater Heilbronn angeschlossene Kleine Theater die Studiobühne. Dem Wunsch des Theater-Verwaltungsrats folgend sollten dort insbesondere Provokationsstücke sowie szenische Avantgarde und Stücke mit heikler Thematik aufgeführt werden. Das erste von der Kleinen Bühne in der Harmonie aufgeführte Stück war im März 1970 Autobus S von Raymond Queneau. Der kleine Raum fasste nur etwa 50 Zuschauer, von denen jeweils etwa 60 bis 70 Prozent Schüler waren. Der Studiobetrieb wurde einige Jahre aufrechterhalten und im März 1977 eingestellt.
Die Harmonie diente außerdem auch zehn Jahre lang als Sporthalle für prominente Spitzensportler und beheimatete die größte Veranstaltung des Unterländer Sports, die Stimme-Sportschau.

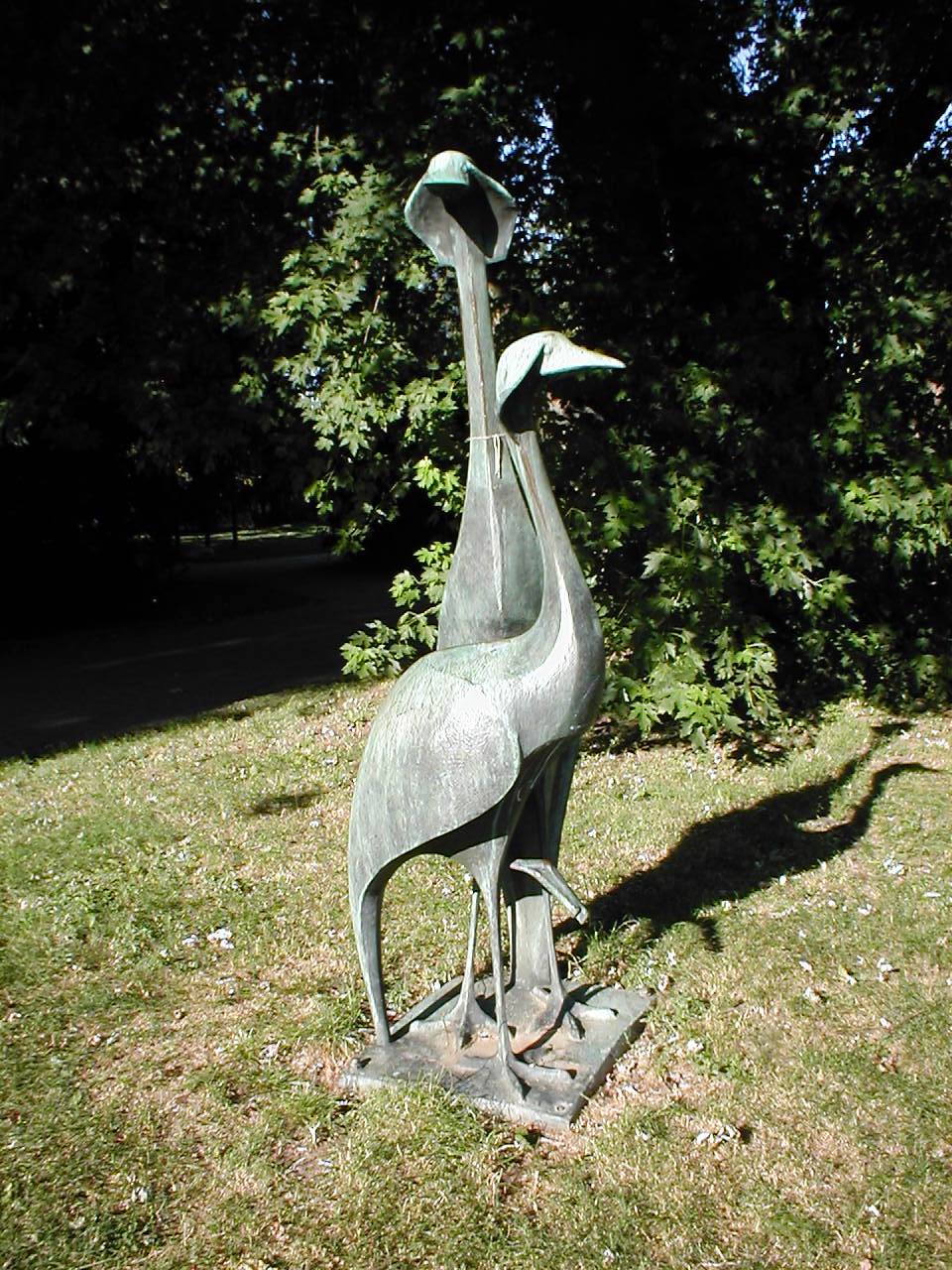
Kraniche von Hermann Koziol (1959) im Stadtgarten
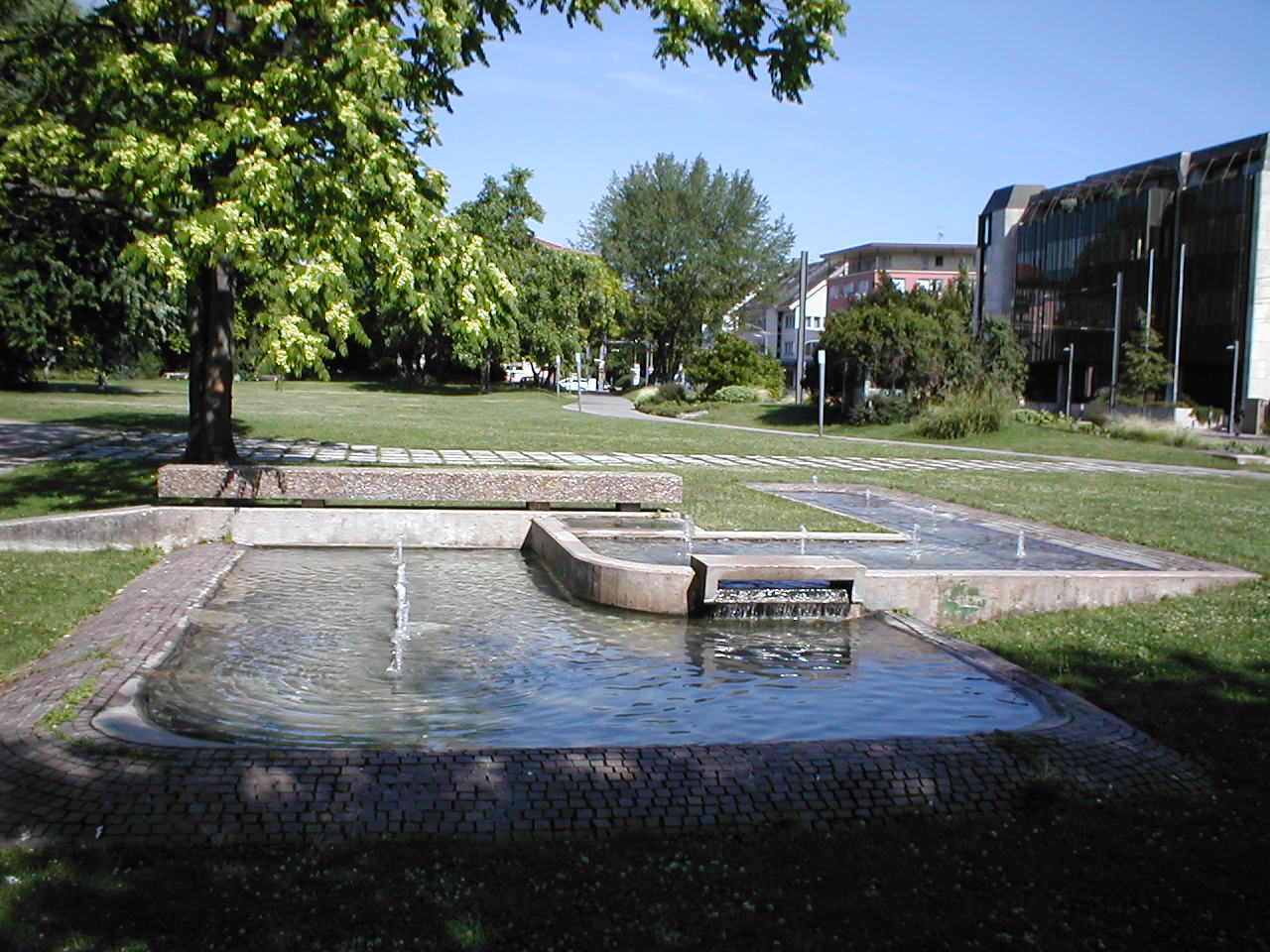
Brunnen im Stadtgarten
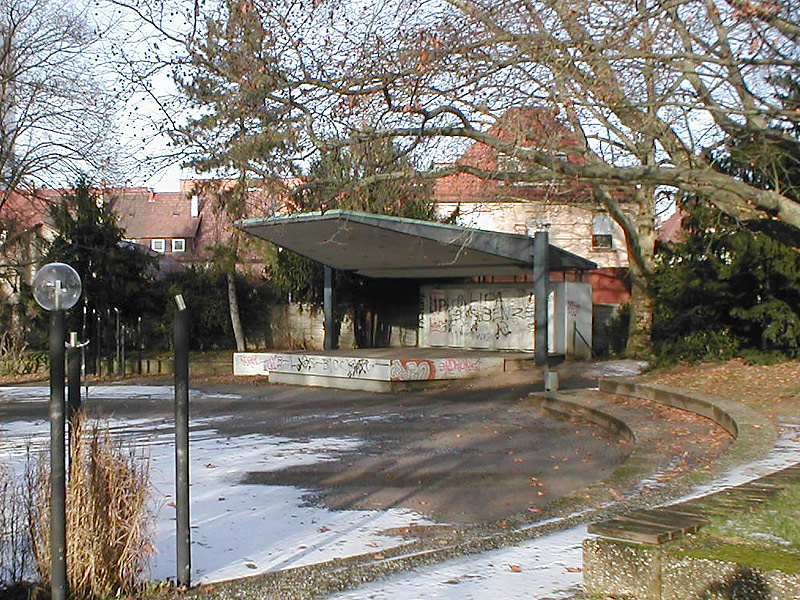
Der 2009 abgerissene Musikpavillon (2007)

### Umbau der Harmonie (1999–2001)

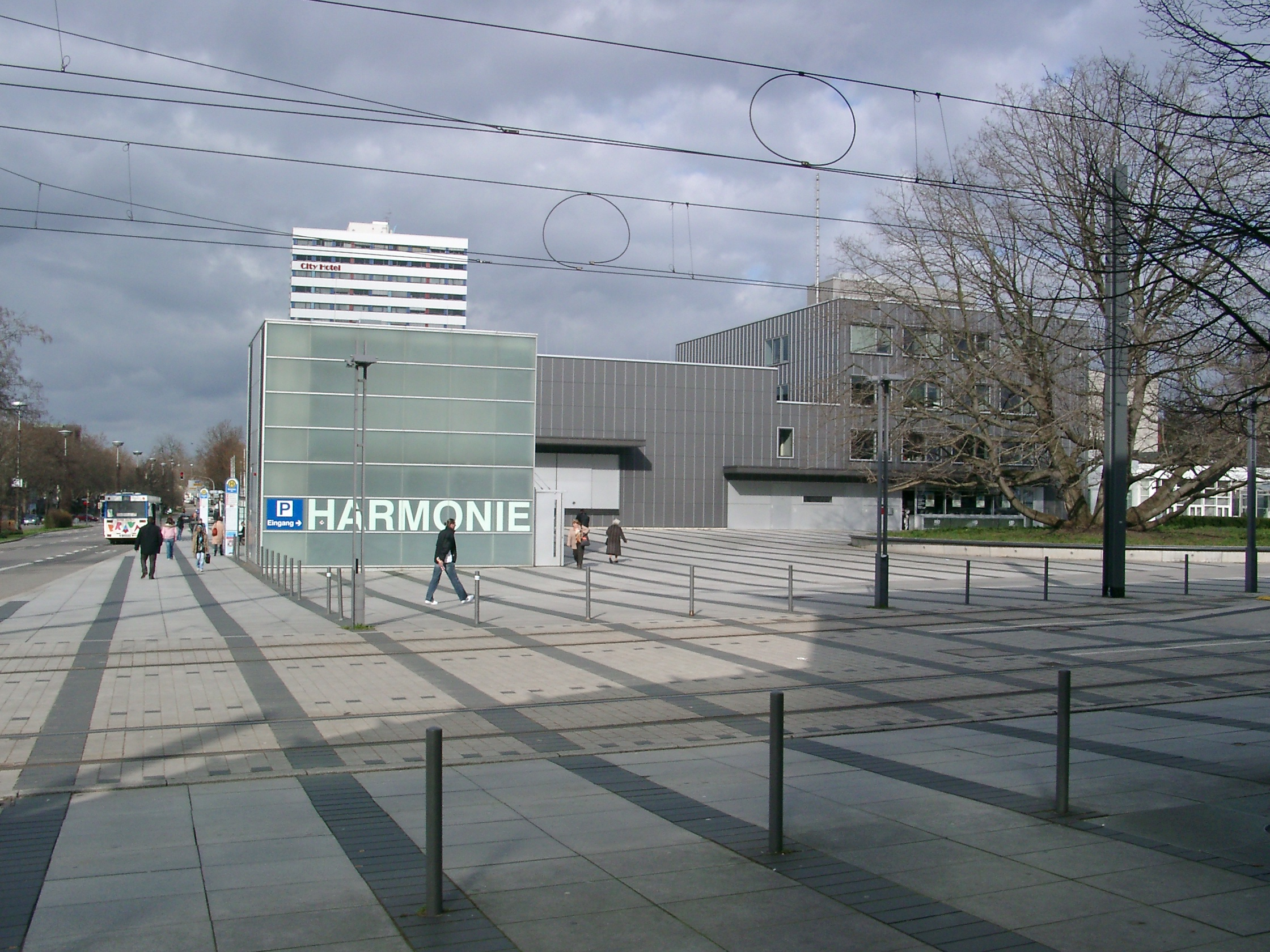
Harmonie 2006

Die Zürcher Architekten Mohl und Rodriguez haben die Festhalle Harmonie von 1999 bis 2001 zu einem zeitgemäßen Konzert- und Kongresszentrum in seiner heutigen Form ausgebaut. Die Kosten dafür beliefen sich auf 18,4 Mio. €.
Die farbig verglaste Rasterwand des Foyers wurde entfernt und mit einer Glaswand versehen. Dem Foyer vorgelagert wurde eine Terrasse, die auf einem Podest errichtet wurde und über eine Treppe zu erreichen ist. Die Terrasse, die Treppen und das Foyer werden abends akzentvoll beleuchtet, erhalten dadurch eine Bühnenwirkung und laden derart zum Besuch der Harmonie ein.
Im Rahmen des Umbaus 2001 wurde ein neues Kundenzentrum der Stadtwerke Heilbronn realisiert, ebenfalls findet sich hier seitdem die Leitstelle der Verkehrsbetriebe für den städtischen Busverkehr und die im gleichen Zeitraum eröffnete Heilbronner Stadtbahn.

### Anbau der Kunsthalle Vogelmann (2009–10)

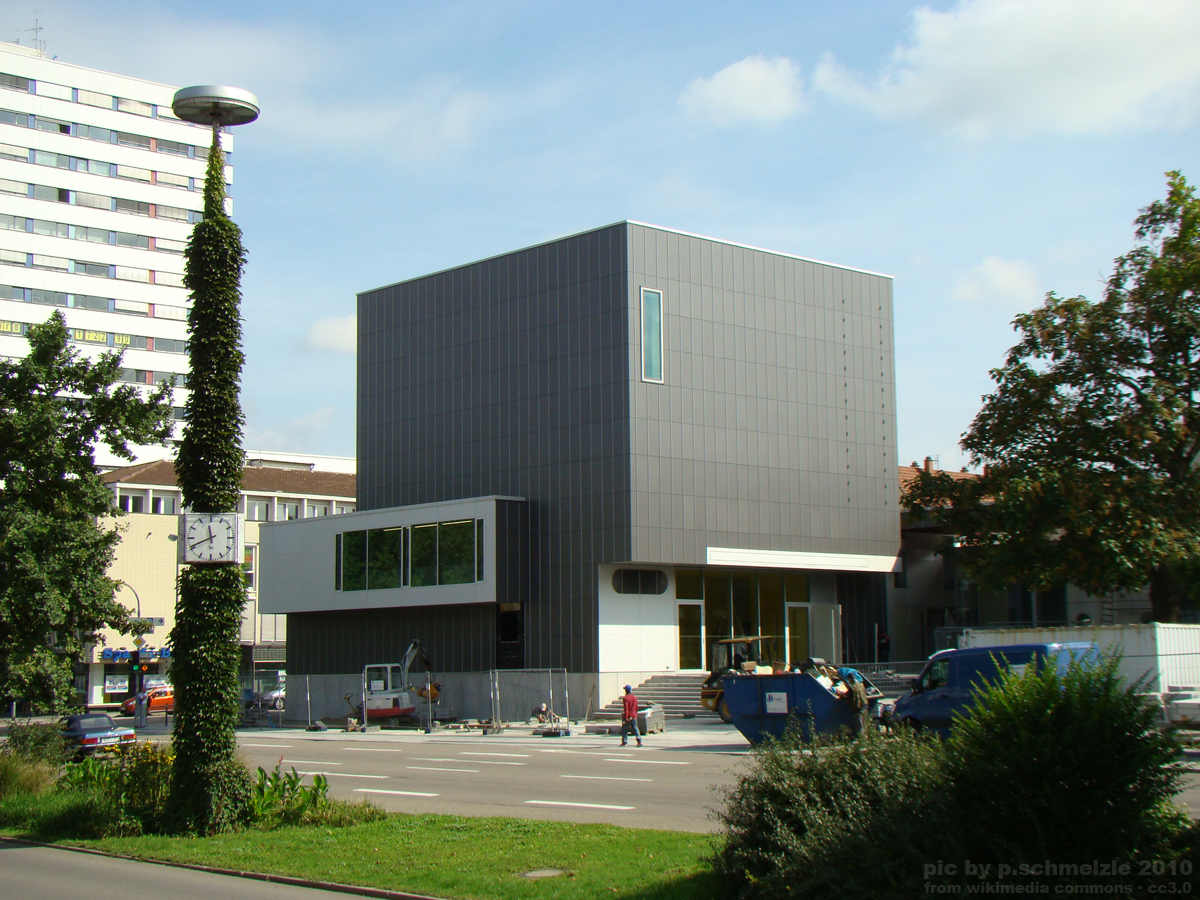
Die Kunsthalle Vogelmann ist die nördliche Erweiterung der Harmonie

In den Jahren 2009 bis 2010 wurde nach Plänen der bereits für den vorigen Umbau verantwortlich zeichnenden Zürcher Architekten im Norden der Harmonie die dreigeschossige Kunsthalle Vogelmann an den Gebäudekomplex angebaut. Die Baukosten beliefen sich auf rund 5,6 Mio. €. Die Kunsthalle wird vom Heilbronner Kunstverein und den Städtischen Museen Heilbronn betrieben und verfügt über insgesamt rund 800 Quadratmeter Ausstellungsfläche. Ihren Namen erhielt die Kunsthalle nach der Ernst Franz Vogelmann Stiftung, die sich mit einer Spende in Höhe von 1 Mio. € an den Baukosten beteiligt hat.
Eröffnet wurde die Kunsthalle am 2. Oktober 2010 mit der Ausstellung „Beuys für alle! Auflagenobjekte und Multiples“, in der rund achtzig Multiples von Joseph Beuys aus der Sammlung der Ernst Franz Vogelmann-Stiftung gezeigt wurden, die diese im Jahr 2007 als Dauerleihgabe für die Stadt Heilbronn erworben hat.

### Anbau des Parkhotels (2018–2020)

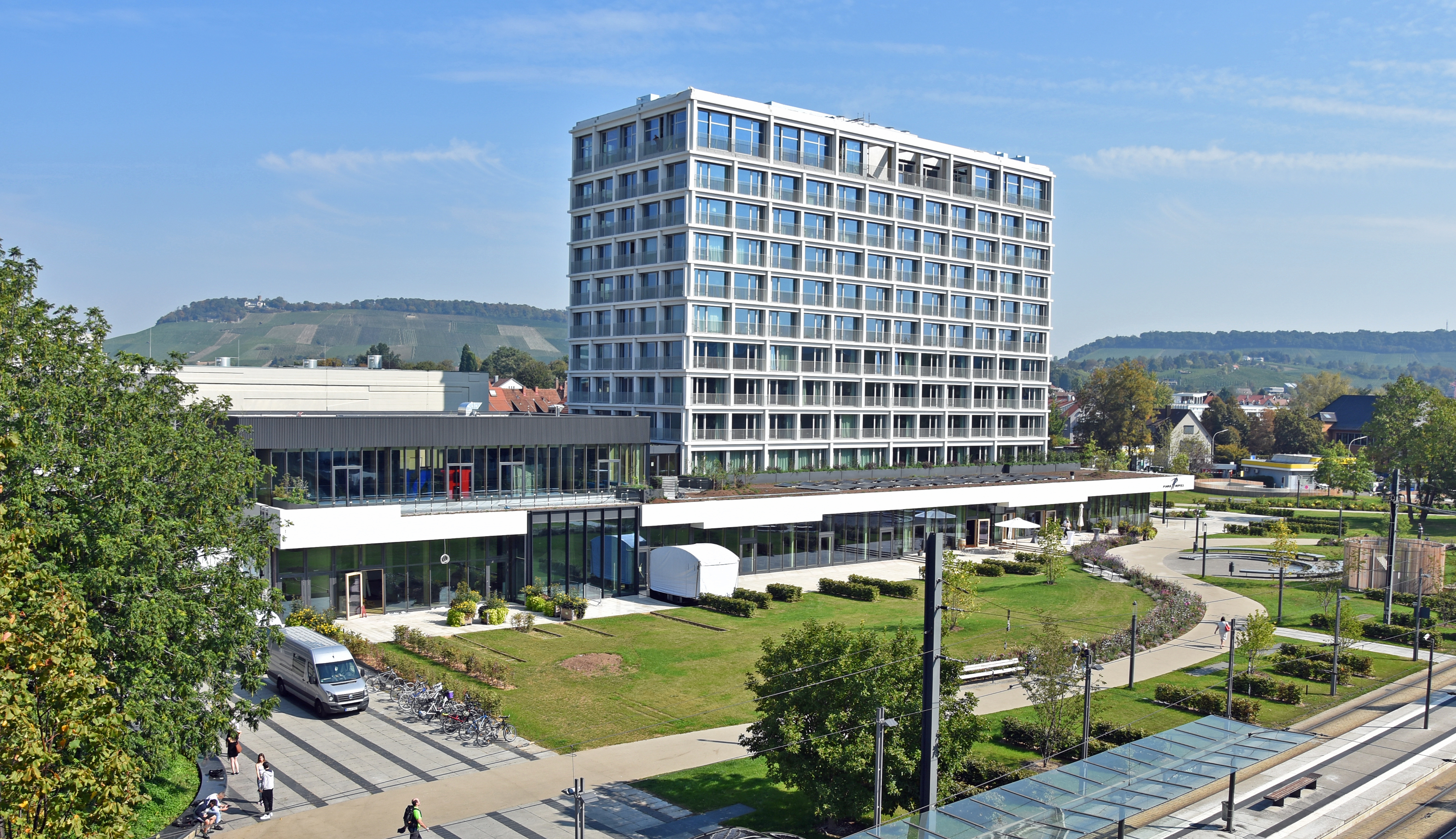
Das Parkhotel im Süden des Baukomplexes wurde 2022 eröffnet.

Im Stadtgarten wurde ab 2018 das knapp 40 m hohe und 10-stöckige Parkhotel erbaut, das baulich mit dem Harmonie-Komplex verbunden ist. Der Bebauungsplanentwurf stammt von dem Architekturbüro Aescht & Berthold Architekten Berlin. Das Hotel sollte ursprünglich bereits zur Bundesgartenschau 2019 eröffnen, seine Fertigstellung verschob sich aber bis 2020 und eröffnet wurde es erst nach dem Ende der Covid-Pandemie 2022. Die Neubau-Pläne wurden vor Baubeginn von Gottfried May-Stürmer, dem Vorsitzenden beim Bund für Umwelt und Naturschutz (BUND), dem Landesnaturschutzverband (LNV) und dem Naturschutzbund Deutschland (Nabu) abgelehnt. Die Naturschutzorganisationen argumentierten, der Stadtgarten sei „grüne Lunge der Innenstadt“, während das Hotelgebäude eine „für die Belüftung der Innenstadt wichtige Kaltluftbahn“ beeinträchtigen würde. Auch der hohe Verlust des zahlreichen Baumbestands im städtischen Park wurde kritisiert.

## Stadtgarten
Der Stadtgarten schließt südlich und östlich an die Harmonie an. Dort steht die Friedensstele aus geschweißten Corten-Stahlbändern, gefertigt von Erwin Wortelkamp (1984). Eine Inschrift unten am Sockel der Stele zitiert ein Gedicht von Volker von Törne: Das Unbegreifliche kann ich mit Händen / Greifen, verbissen in des Himmels Bläue / Schlage ich Wurzeln / im Wind. Die Stele ist 8,9 m hoch und stand ehemals auf dem Vorplatz der Harmonie an der Allee, bis sie an den verglasten östlichen Teil der Festhalle umgesetzt wurde.

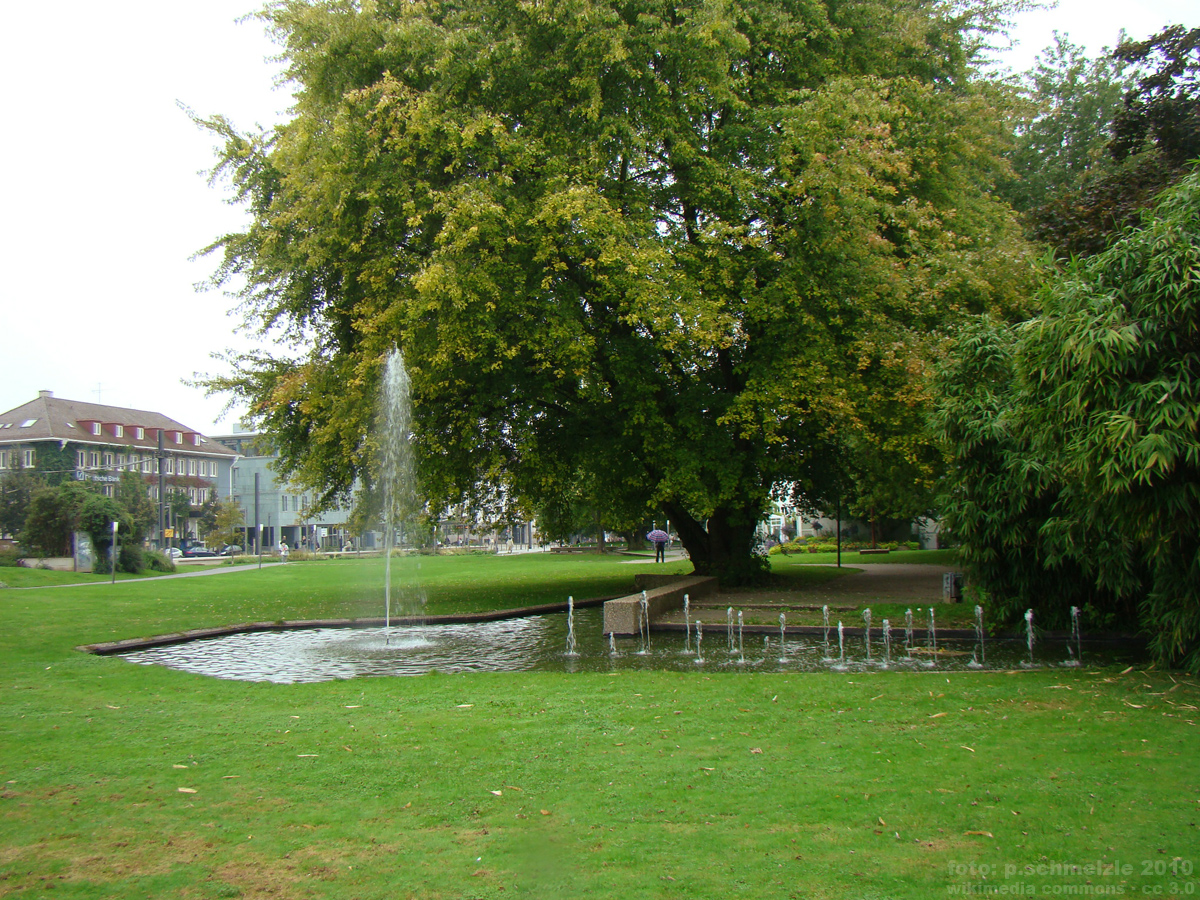
Stadtgarten 2010, Ostseite
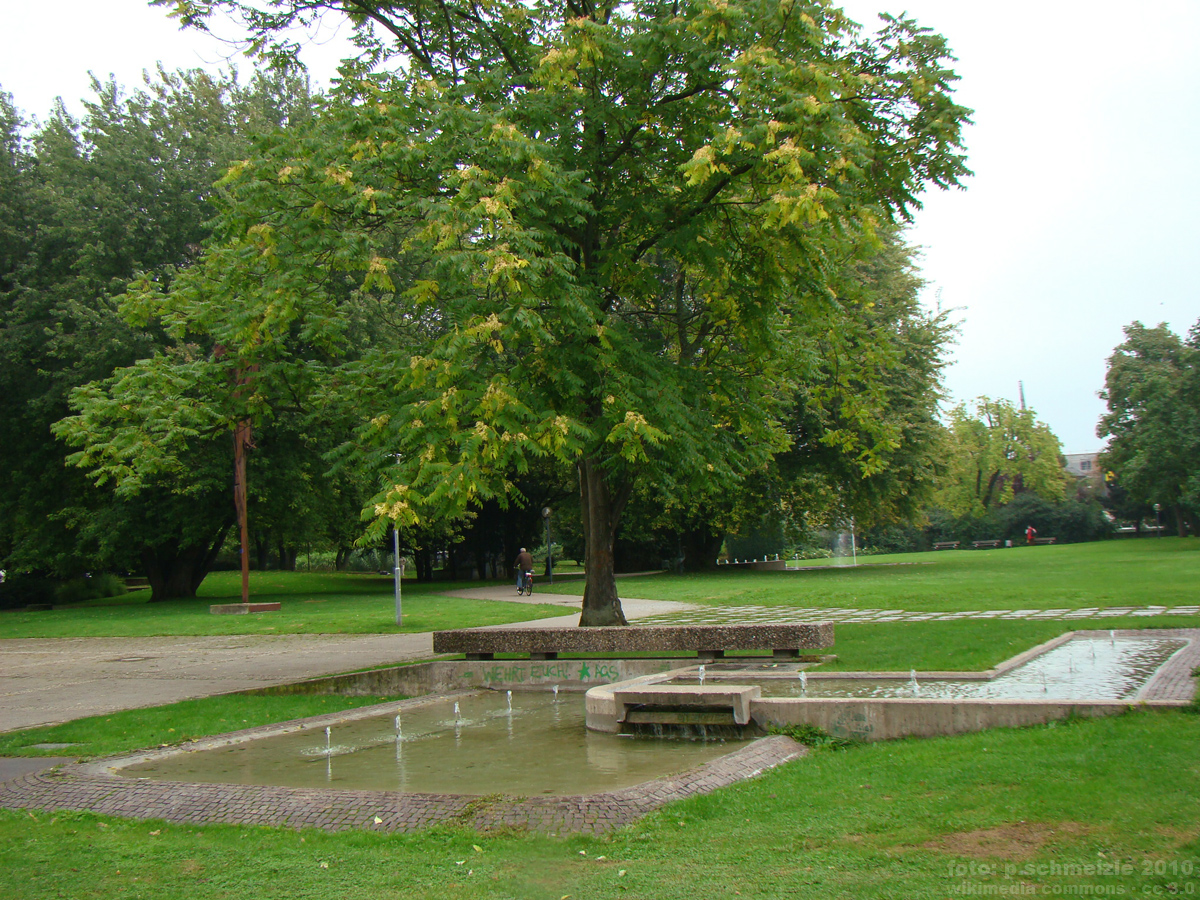
Stadtgarten 2010, Südseite